# Filozofia prawa

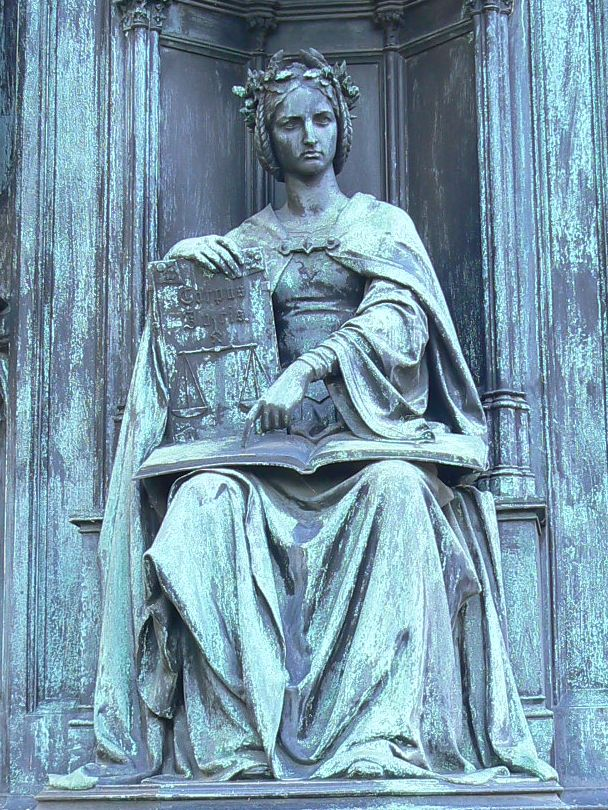
Personifikacja nauki prawa (Ernst Hähnel, piedestał pomnika cesarza Karola IV, Praga, Czechy)

Filozofia prawa – nauka filozoficzna, której przedmiotem jest refleksja nad prawem. Jako dział filozofii zaliczana jest do filozofii politycznej lub filozofii praktycznej. Jako nauka prawna zaliczana jest (obok teorii prawa) do ogólnych nauk o prawie.

## Filozofia prawa a teoria prawa
Wzajemny stosunek między filozofią i teorią prawa pozostaje przedmiotem sporów. Najczęściej uznawane są one za nauki odrębne, choć blisko spokrewnione. Coraz częstsza jest jednak tendencja do ich ścisłego łączenia.
Można jednak również spotkać opinie uznające filozofię prawa za naukę ogólniejszą, zawierającą teorię prawa. Niekiedy też obu pojęć używa się jako synonimów. Ponadto, można się tu też spotkać z nazwą generalna jurysprudencja (ang. general jurisprudence). 
Wyraźne oddzielenie filozofii i teorii prawa jest charakterystyczne szczególnie do krajów postkomunistycznych (choć jest spotykane także w nauce zachodniej). Filozofia prawa była odrzucana jako nienaukowa i mająca charakter burżuazyjny. Przeciwstawiano jej teorię prawa (szczególnie w wersji marksistowskiej), mającej mieć charakter naukowy. Teoria i filozofia prawa wypracowały jednak przede wszystkim odmienne podejścia do refleksji teoretycznej nad prawem.
Filozofia prawa jest bardziej ogólna i abstrakcyjna. Bada istotę prawa, jego podstawy ontologiczne, założenia epistemologiczne i aksjologiczne. Często ma charakter normatywny, zajmując się prawem takim, jak być powinno. Tradycja filozoficznej refleksji nad prawem sięga starożytności.
Teoria prawa jest nauką znacznie młodszą, związaną bezpośrednio z rozwojem pozytywizmu prawniczego (a więc z końcem XIX wieku). Prawny pozytywizm jest dla teorii prawa punktem wyjścia, jako że jest ona zainteresowana konkretną rzeczywistością prawną, taką jaka została ustanowiona przez prawodawcę (choć badaną na znacznie wyższym poziomie ogólności niż w przypadku nauk dogmatycznoprawnych).

## Problematyka filozofii prawa
Filozoficzna refleksja nad prawem ma długą i różnorodną tradycję. W tej różnorodności występowały jednak stałe tematy wokół których koncentrowały się spory dyscypliny. Według Roberta Alexy'ego, współczesnego filozofa prawa, można wskazać trzy zasadnicze grupy problemów filozofii prawa na przestrzeni dziejów. Są to zagadnienia istoty prawa, jego wymiaru faktycznego oraz legitymizacji (uprawomocnienia). 

### Problem istoty prawa
Problem istoty prawa wskazywany jest często jako główne zagadnienie filozofii prawa, odróżniające ją od innych nauk teoretycznoprawnych. Głównym pytaniem stawianym przez filozofów jest „czym prawo jest w istocie”, współcześnie sprowadzane do pytania „z jakiego rodzaju bytów składa się prawo i jak te jednostkowe byty składają się na pewną całość nazywaną prawem”. Podstawowy spór jaki się tu wywiązał toczył się między ideą prawa jako normy i ideą prawa jako faktu. Zgodnie z tym pierwszym stanowiskiem prawo jest pewnym systemem norm, które można badać w sposób analityczny (tak np. Hans Kelsen czy pozytywiści). Na odmiennym stanowisku stoją realiści, traktujący prawo jako określony fakt społeczny, który należy badać metodami odpowiednimi do nauk społecznych. Osobne spory toczyły się także wobec kwestii definicyjnych (czym prawo różni się np. od obyczaju). 

### Problem faktyczności prawa
Problem ten (według Alexy'ego) odnosi się przede wszystkim do dwóch kwestii: związków prawa z władzą oraz efektywności prawa. W pierwszym z tych problemów filozofia prawa ściśle wiąże się z filozofią polityki. Zasadniczymi kwestiami są tutaj to, czy władza i stojąca za nią siła są koniecznym warunkiem prawa, a także problem instrumentalizacji prawa, jego represyjności i związków z ustrojem politycznym.
Zagadnieniom faktycznej efektywności prawa bliżej natomiast do socjologii prawa. Dla filozofii prawa interesujące jest tutaj to, jakie relacje łączą system prawny i społeczeństwo, a więc dlaczego i w jaki sposób prawo oddziałuje na zachowania jednostek, czy też dlaczego pewne normy znajdują posłuch, a inne nie? 

### Problem legitymizacji prawa
Pytanie o legitymizację prawa, to pytanie o podstawy obowiązywania (czy prawomocności) prawa. Dyskusje na ten temat najczęściej dotyczą związków prawa i moralności, a więc tego czy moralność jest w konieczny sposób związana z prawem, lub też co się dzieje w wypadku kolizji prawa i moralności. Filozofia prawa nie zajmuje się przy tym jedynie badaniem podstaw prawomocności, lecz często ma charakter krytyczny wobec zastanej rzeczywistości prawnej, wskazując na standardy, którym prawo powinno sprostać, by było uznane za słuszne.

## Główne stanowiska filozoficznoprawne

### Prawnonaturalizm

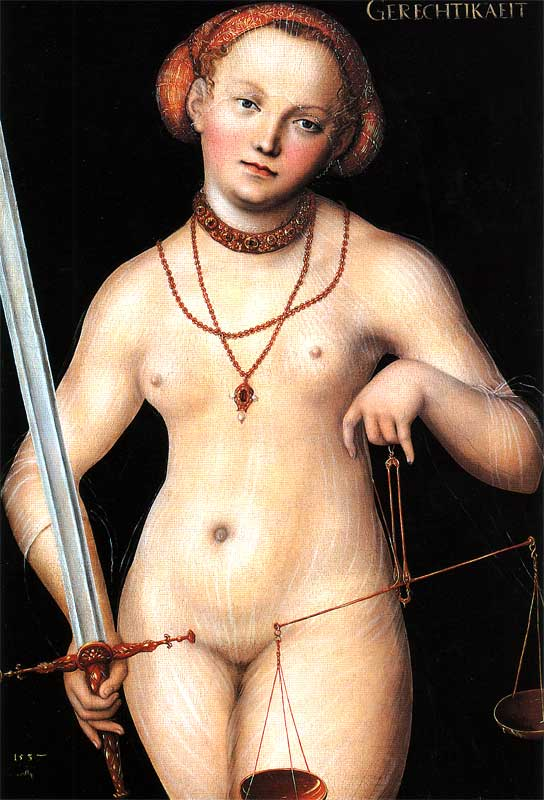
Iustitia – personifikacja sprawiedliwości (Lucas Cranach d. Ä., 1537. Amsterdam, Fridart Stichting)

Według szkoły prawa natury prawo nie jest dziełem człowieka. Nie jest tworzone, lecz „odkrywane”. Jego normy istnieją obiektywnie. Prawo natury stanowi dla prawa pozytywnego kryterium formalne (obowiązywania) i materialne (normy prawa pozytywnego muszą być zgodne z normami prawa naturalnego). Krytycy podnoszą, że reprezentanci prawa natury doszukują się prawdy, której istnienia nie sposób dowieść i nie wiemy do końca czy rzeczywiście ona istnieje.
Źródłem prawa jest:
- w ujęciu materialnym (substancjalnym) prawo natury ma swoje źródło w realnie istniejącym bycie (substancji). Zdaniem św. Tomasza z Akwinu prawo naturalne (lex naturalis) stanowi odbicie w umyśle ludzkim „najwyższej mądrości bożej”, swoistego „prawa wiecznego” (lex aeterna).
- w ujęciu proceduralnym źródłem prawa jest pewna „zasada postępowania”, która jednak nie przesądza o treści prawa. Według Immanuela Kanta taką zasadą jest imperatyw kategoryczny.

Przedstawicielami klasycznej szkoły prawa natury są: św. Augustyn i św. Tomasz z Akwinu, który stał się prekursorem nurtu chrześcijańskiego w prawie natury. Koncepcja ta odwołuje się do tomizmu. W 1879 papież Leon XIII wydaje encyklikę „Aeterni Patris Unigenitus”, w której ogłasza potrzebę powrotu do nauk św. Tomasza. Do neotomistycznej koncepcji prawa natury odwoływała się też Powszechna Deklaracja Praw Człowieka z 1948.
W czasach nowożytnych rozwija się teoria umowy społecznej, a następnie koncepcja imperatywu koniecznego Immanuela Kanta. Przedstawicielami nowożytnej szkoły prawa natury są: Grocjusz, Hobbes, Locke, Spinoza, Puffendorf, Leibniz, Wolff, Christian, Monteskiusz, Rousseau, Kant. Na podstawie ich poglądów powstają teorie prawa naturalnego o zmiennej treści. Odwołują się do koncepcji imperatywu kategorycznego Immanuela Kanta oraz teorii umowy społecznej Hobbesa i Rousseau. Zaliczają się do nich liczne proceduralne teorie sprawiedliwości i prawa natury.
- Neokantyzm – obok prawa pozytywnego istnieje stała, nieokreślona w swojej treści, formalna idea prawa, przesądzająca o słuszności prawa pozytywnego. Głównym przedstawicielem: J. Stammler (nie zgadzał się z twierdzeniem o niezmienności raz nadanego prawa naturalnego).
- Koncepcja Lon Luvois Fullera – istnieje wewnętrzna (formalna) moralność prawa.
- Nurt umowy społecznej – przedstawiciele: Rawls i Nozick.

### Pozytywizm prawny
Nurt w XIX i XX-wiecznej filozofii prawa, przeciwstawiany prawu naturalnemu. Do podstawowych tez pozytywizmu należą następujące dwie:
- pojęcie prawa sprowadza się do normy (reguły);
- nie ma koniecznego związku między prawem i moralnością.

Najsłynniejsi przedstawiciele to John Austin, Rudolf von Ihering, Georg Jellinek, Herbert Hart i Hans Kelsen.
Przedstawicielem pozytywizmu w Europie był duński teoretyk prawa Alf Ross, pozostający pod wpływem Hansa Kelsena. Jego zdaniem, w rozważaniach prawniczych pojawiają się antynomie (niezgodności wewnętrzne w zakresie głoszonych tez), gdyż w rozważaniach prawniczych przyjmuje się z jednej strony normatywistyczny punkt widzenia, a z drugiej strony – realistyczny punkt widzenia. Kluczowy problem – jego zdaniem – polega na wyjaśnianiu tego, co to znaczy, że jakaś norma obowiązuje prawnie w danym systemie (nie ma, bowiem prawa w ogóle). Przede wszystkim trzeba znać dyrektywalne znaczenie rozważanej normy, tzn. wiedzieć, jakie zachowanie jest spełnieniem norm. O obowiązywaniu normy prawnej rozstrzyga się przepowiadając przyszłe zachowanie się sędziego. Norma prawna, zatem obowiązuje obywateli, jeżeli jest prawdopodobieństwo, iż w przypadku jej przekroczenia i wniesienia sprawy przed sąd będzie ona istotnym czynnikiem kształtującym decyzję sędziego w sprawie użycia siły, jaką rozporządza państwo. A więc jego zdaniem, o rzeczywistym obowiązywaniu normy można orzec wtedy, gdy zostanie przekroczona i wymierzona za nie sankcja. Zwraca on uwagę na wychowanie sędziów, które ma wyrobić w nich gotowość wymierzenia sankcji za naruszenie ustanowionych norm.
Pozytywizm prawniczy był wielokrotnie krytykowany. Podnosi się, że istota prawa nie może sprowadzać się do kelsenowskiego strachu przed sankcją – jego źródło musi istnieć poza nim samym. Pozytywizm jest też poznawczo bezbronny wobec systemu ustawowego bezprawia (np. prawo III Rzeszy).

### Realizm prawniczy
Realizm prawniczy – nurt realistyczny, ujmujący prawo jako zespół faktów psychicznych albo społecznych.
Głównym reprezentantem tego nurtu był Karl Nickerson Llewellyn (1893–1962). Głosił on, że zadaniem prawoznawstwa jest badanie tego, jak rzeczywiście postępują sędziowie i obywatele w obrocie prawnym. Nie jest natomiast istotne to, według jakiego prawa (zawartego w księgach) powinni postępować, gdyż nie jest ono prawem rzeczywistym. Jednak pod koniec życia Llewellyn poddał krytyce te poglądy, uważając, że takie stanowisko może zmniejszać bezpieczeństwo prawne. Wskazał on na czynniki, które mają efektywnie przeciwdziałać temu, a mianowicie na kontradyktoryjność procesu i kontrolę instancyjną.
Można wyróżnić dwa nurty realizmu prawniczego:
- psychologiczny: Ludzie w rzeczywistości kierują się swoimi przeżyciami i emocjami, a nie aktami prawnymi. Istota prawa tkwi zatem w przeżyciach ludzkich. Prawo jest zespołem faktów psychicznych.
- socjologiczny: Ważne jest to, jak dana ustawa jest przestrzegana przez osoby stosujące prawo, np. sędziego. Istota prawa tkwi zatem w zachowaniach ludzkich. Prawo jest zespołem faktów społecznych.

Ponadto wyróżnia się takie filozofie prawa jak: hermeneutyka, szkoła wolnego prawa, szkoła historyczna, ekonomiczna analiza prawa, Critical Legal Studies, jurysprudencja feministyczna, czy pragmatyzm prawniczy.